# Myrmoteras namphuong
Myrmoteras namphuong (лат.) — вид муравьёв (Formicidae) из подсемейства Формицины (Formicinae, Formicidae).

## Распространение
Юго-восточная Азия: северный Вьетнам, Lao Cai Province (1700–1800 м).

## Описание
Длина тела составляет 4,5 — 5,0 мм. Основная окраска красновато-коричневая; ноги, клипеус, брюшко — желтовато-коричневые, челюсти — жёлтые. От других Индо-Китайских видов рода отличается отсутствием опушения на брюшных тергитах. Длина головы — 1,25—1,29 мм (ширина — 1,25—1,31). Муравьи с крупными глазами и длинными узкими мандибулами. Жвалы длиной 1,5 мм с 8 зубцами. Формула щупиков 6,4. Стебелёк между грудкой и брюшком состоит из одного членика петиолюса (последний четко отделен от брюшка). Близок к видам Myrmoteras concolor и Myrmoteras opalinum. Видовое название дано в честь вьетнамской императрицы Нам Фыонг (Nam Phương; 1914—1963) из древней династии Нгуен, жены последнего вьетнамского императора Бао Дая.